# Величай, Михаил Лукич
Михаил Лукич Величай (1907—1943) — советский офицер, майор Рабоче-крестьянской Красной армии, участник Великой Отечественной войны, Герой Советского Союза (1944).

## Биография
Родился 21 ноября 1907 года в селе Лютенька (ныне — Гадячский район Полтавской области Украины) в крестьянской семье. Окончил 6 классов неполной средней школы, после чего работал на торфоразработках. В 1932 году вступил в ВКП(б). В 1939 году Величай был призван на службу в Рабоче-крестьянскую Красную Армию. С июня 1941 года — на фронтах Великой Отечественной войны. Окончил военно-политическое училище. К сентябрю 1943 года гвардии майор Михаил Величай был заместителем командира 100-го гваредйского стрелкового полка по политчасти 35-й гвардейской стрелковой дивизии 6-й армии Юго-Западного фронта. Отличился во время битвы за Днепр.
В ночь с 26 на 27 сентября 1943 года, несмотря на массированный вражеский огонь, полк Величая переправился через Днепр в районе села Звонецкое Солонянского района Днепропетровской области Украинской ССР. Величай принимал активное участие в захвате и расширении до 7 километров плацдарма на западном берегу реки. Когда командир полка выбыл из строя, Величай принял командование на себя и обеспечил успешное выполнение боевой задачи. 30 сентября 1943 года Величай погиб в бою за расширение плацдарма. Похоронен в городе Синельниково Днепропетровской области.

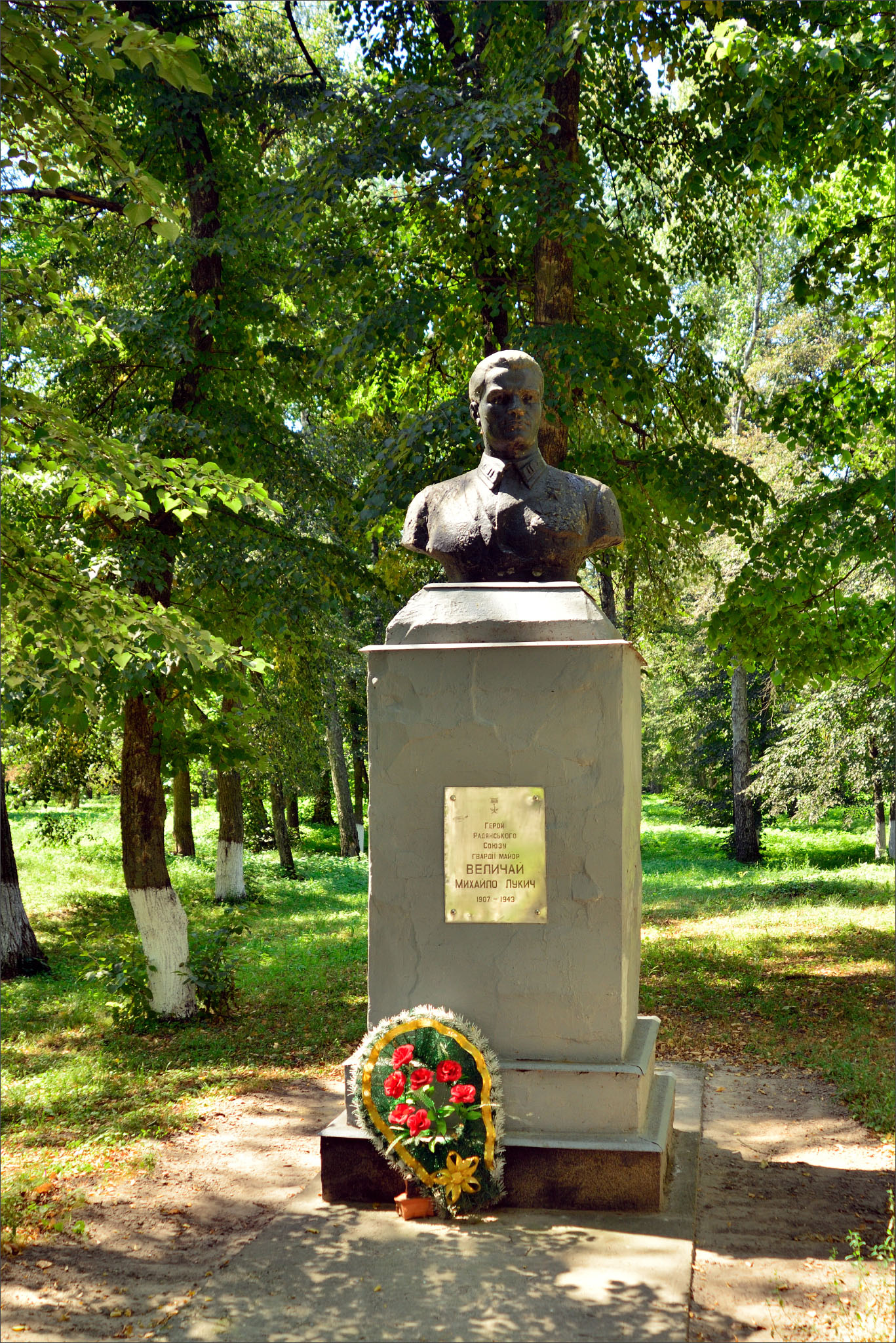
Памятник-бюст герою Советского Союза М. Л. Величаю в с. Лютенька

Указом Президиума Верховного Совета СССР от 22 февраля 1944 года за «мужество и героизм, проявленные при форсировании Днепра и удержании плацдарма на его правом берегу» гвардии майор Михаил Величай посмертно был удостоен высокого звания Героя Советского Союза. Также был награждён орденами Ленина и Красной Звезды, а также рядом медалей.
В честь Величая названа улица в Синельникове и средняя школа в селе Лютенька (в школьном дворе 9 мая 1967 года установлен памятник Величаю).